# Liên đoàn bóng đá Burundi
Liên đoàn bóng đá Burundi (tiếng Pháp: Fédération de football du Burundi) là tổ chức quản lý, điều hành các hoạt động bóng đá ở Burundi. Liên đoàn quản lý đội tuyển bóng đá quốc gia Burundi, tổ chức các giải bóng đá như vô địch quốc gia và cúp quốc gia. Liên đoàn bóng đá Burundi gia nhập FIFA và CAF cùng năm 1972.